# Константин Матов
Константин Петров Матов е български лекар хелминолог.

## Биография
Константин Матов е роден на 3 октомври в Солун в семейството на концесионера Петър Апостолов Матов и Доминика Апостолова Матова. Получава основно и прогимназиално образование в Солун. След Междусъюзническата война в 1913 година, семейството на Матов емигрира в България и се установява в София. Тук той завършва с отличен успех II софийска мъжка гимназия в 1918 година. Следва естествена история в Софийския университет „Свети Климент Охридски“. Получава стипендия по ветеринарна медицина от Министерството на земеделието и постъпва студент в Берлинското висше ветеринарно училище. Заминава за Москва, за да продължи образованието си, но поради заболяване се завръща в Германия. Завършва висшето си Берлин, връща се в България и става участъков ветеринарен лекар в Мездра. Специализира B Паразитологичния институт на Висшето ветеринарно училище Берлин.
Дългогодишен преподавател е в Софийския университет. От 1954 до 1965 година е директор на Централната хелминологична лаборатория при Българска академия на науките. Умира през 1968 година в София.